# Tilemzoun
Tilemzoun (en àrab تيلمزون, Tīlimzūn; en amazic ⵜⵉⵍⵎⵣⵓⵏ) és una comuna rural de la província de Tan-Tan, a la regió de Guelmim-Oued Noun, al Marroc. Segons el cens de 2014 tenia una població total de 1.015 persones.